# Plattsmouth
Plattsmouth è una città degli Stati Uniti d'America, situata in Nebraska, nella contea di Cass.